# Operacija Odločitev
Predloga:Campaignbox Second World War
Operacija Odločitev (izvirno ang. Operation Judgement; tudi napad na Taranto) je bil britanski letalski napad na italijanske pomorske sile, ki so se nahajale v pristanišču Taranto. Operacija je potekala 12. novembra 1940 in se končala z britansko zmago; Britanci so izgubili le dve od 20 uporabljenih torpednih letal Fairey Swordfish, medtem ko so Italijani izgubili tri bojne ladje (Conte di Cavour je bila uničena nad popravilom, medtem ko so Littorio in Caio Duilio popravljali več mesecev).
S tem porazom je Regia Marina izgubila primat nad Sredozemskim morjem in se umaknila iz Taranta v Neapelj.